# Chaetonotus uncinus
Chaetonotus uncinus är en djurart som tillhör fylumet bukhårsdjur, och som beskrevs av Voigt 1902. Chaetonotus uncinus ingår i släktet Chaetonotus och familjen Chaetonotidae. Inga underarter finns listade i Catalogue of Life.